# Lacertinae
Los lacertinos (Lacertinae) son una subfamilia de reptiles incluida en la familia Lacertidae. Abarca 14 géneros diferentes.

## Taxonomía
Subfamilia Lacertinae
- Género Algyroides
- Género Australolacerta
- Género Dalmatolacerta
- Género Hellenolacerta
- Género Darevskia
- Género Dinarolacerta
- Género Iberolacerta
- Género Lacerta
- Género Parvilacerta
- Género Podarcis
- Género Takydromus
- Género Teira
- Género Timon
- Género Zootoca